# Discografia degli Angels & Airwaves
Di seguito è elencata l'intera discografia della rock band statunitense Angels & Airwaves.

## Album

### Album studio
| Anno                                                                                        | Dettagli Album | Posizione in Chart | Posizione in Chart | Posizione in Chart | Posizione in Chart | Posizione in Chart | Posizione in Chart | Posizione in Chart | Posizione in Chart | Certificazioni                      |
| Anno                                                                                        | Dettagli Album | USA                | AUS                | AUT                | CAN                | FRA                | NET                | NZ                 | UK                 | Certificazioni                      |
| ------------------------------------------------------------------------------------------- | --- | ------------------ | ------------------ | ------------------ | ------------------ | ------------------ | ------------------ | ------------------ | ------------------ | ----------------------------------- |
| 2006                                                                                        | We Don't Need to Whisper - Data di uscita: 23 maggio 2006 - Etichetta: Geffen Records - Produttori: Tom DeLonge, Critter | 4                  | 8                  | 30                 | 3                  | 82                 | 62                 | 29                 | 6                  | - US: Gold - UK: Silver - CAN: Gold |
| 2007                                                                                        | I-Empire - Data di uscita: 6 novembre 2007 - Etichetta: Geffen Records - Produttori: Tom DeLonge                         | 9                  | 31                 | —                  | 5                  | —                  | —                  | —                  | 29                 | —                                   |
| 2010                                                                                        | LOVE - Data di uscita: 14 febbraio 2010 - Etichetta: indipendente - Produttore: Tom DeLonge                              |                    |                    |                    |                    |                    |                    |                    |                    |                                     |
| Il simbolo"—" denota un album che non è stato certificato o che non è entrato in classifica | |                    |                    |                    |                    |                    |                    |                    |                    |                                     |

### Demo
| Year | Title                                                 | Release type  |
| ---- | ----------------------------------------------------- | ------------- |
| 2006 | Leak We Don't Need to Whisper                         | Internet leak |
| 2007 | I-Empire Promo di 5 Tracce (Mixate, non masterizzate) | -             |

## DVD
| Year | Title             | Type         |
| ---- | ----------------- | ------------ |
| 2008 | Start the Machine | Documentario |
| 2011 | LOVE              | Film         |

## Singoli
| Anno                                                                                        | Titolo               | Posizione in Classifica | Posizione in Classifica | Posizione in Classifica | Posizione in Classifica | Posizione in Classifica | Album                    |
| Anno                                                                                        | Titolo               | US                      | US Alternative          | US Pop                  | GER                     | UK                      | Album                    |
| ------------------------------------------------------------------------------------------- | -------------------- | ----------------------- | ----------------------- | ----------------------- | ----------------------- | ----------------------- | ------------------------ |
| 2006                                                                                        | "The Adventure"      | 55                      | 5                       | 51                      | 82                      | 20                      | We Don't Need to Whisper |
| 2006                                                                                        | "It Hurts"           | —                       | —                       | —                       | —                       | 59                      | We Don't Need to Whisper |
| 2006                                                                                        | "Do It for Me Now"   | —                       | 21                      | —                       | —                       | —                       | We Don't Need to Whisper |
| 2006                                                                                        | "The War"            | —                       | 19                      | —                       | —                       | 86                      | We Don't Need to Whisper |
| 2007                                                                                        | "Everything's Magic" | 104                     | 11                      | 92                      | —                       | 103                     | I-Empire                 |
| 2008                                                                                        | "Secret Crowds"      | —                       | —                       | —                       | —                       | —                       | I-Empire                 |
| 2008                                                                                        | "Breathe"            | —                       | —                       | —                       | —                       | —                       | I-Empire                 |
| 2009                                                                                        | "Hallucinations"     | —                       | —                       | —                       | —                       | —                       | Love                     |
| Il simbolo"—" denota un album che non è stato certificato o che non è entrato in classifica |                      |                         |                         |                         |                         |                         |                          |

### Promo
| Anno | Titolo                     | Etichetta | Tipo di Release |
| ---- | -------------------------- | --------- | --------------- |
| 2006 | "The Adventure"            | Geffen    | CD              |
| 2006 | "It Hurts"                 | Geffen    | CD              |
| 2006 | "The War"                  | Geffen    | CD              |
| 2006 | "Star of Bethlehem"        | Geffen    | CD              |
| 2007 | "Everything's Magic"       | Geffen    | CD              |
| 2007 | I-Empire Promo di 5 Tracce |           | CD              |

### Uscite su Internet
| Anno | Titolo                                        | Etichetta |
| ---- | --------------------------------------------- | --------- |
| 2006 | "The Adventure" (Live from Electric Ballroom) | Geffen    |
| 2006 | "It Hurts" (Mayfair Studio Session)           | Geffen    |
| 2006 | "Distraction" (live)                          | Geffen    |

## Video Musicali e Short Film
| Anno | Video                             | Regista                      | Produttore        |
| ---- | --------------------------------- | ---------------------------- | ----------------- |
| 2006 | "The Adventure"                   | The Malloys                  | TJ Kearney        |
| 2006 | "The Adventure" (Short film)      | Mark Eaton                   | TJ Kearney        |
| 2006 | "It Hurts" (Short film)           | Ron Najor and Brian Thompson | TJ Kearney        |
| 2006 | "Do It for Me Now"                | Shilo                        | TJ Kearney        |
| 2006 | "The War" (Short film)            | Adam Patch                   | TJ Kearney        |
| 2006 | "The War" (live)                  | Mark Eaton                   | Angels & Airwaves |
| 2006 | "The Gift" (Short film)           | Mark Eaton                   | TJ Kearney        |
| 2007 | "Everything's Magic"              | Shane Drake                  | ???               |
| 2007 | "Everything's Magic" (Short film) | Mark Eaton                   | ???               |
| 2008 | "Secret Crowds"                   | Mark Eaton                   | ???               |
| 2008 | "Breathe"                         | Mark Eaton and Will Eubank   | ???               |

## Altre apparizioni

### Album
| Anno | Titolo                                             | Canzone                           |
| ---- | -------------------------------------------------- | --------------------------------- |
| 2006 | Kevin & Bean's Super Christmas                     | "Star of Bethlehem" & "True Love" |
| 2006 | Kerrang! Class of 2006                             | "The Adventure" (live)            |
| 2007 | MTV Presents Laguna Beach: Summer Can Last Forever | "The Adventure"                   |
| 2008 | Warped Tour 2008 Tour Compilation                  | "Rite of Spring"                  |
| 2008 | SPIKE Video Game Awards 2008                       | "Secret Crowds"                   |

### Videogiochi
| Anno | Titolo                           | Canzone              |
| ---- | -------------------------------- | -------------------- |
| 2007 | Tony Hawk's Proving Ground       | "Secret Crowds"      |
| 2008 | Rock Band (DLC)                  | "It Hurts"           |
| 2009 | Guitar Hero: On Tour Modern Hits | "Call to Arms"       |
| 2009 | Band Hero                        | "The Adventure"      |
| 2009 | Guitar Hero: World Tour (DLC)    | "Everything's Magic" |